# طبول النار (فلم مغربي)
طبول النار فيلم مغربي إنتاج عام 1993، من تأليف وإخراج سهيل بنبركة، ومن بطولة: ماسيمو غينى - محمد مفتاح - هارفي كيتل - كلاوديا كاردينالي - اوجو تونباشى - محمد حسن الجندي - عبد الرازق حكم - نعيمة المشرقي - أنجيلا مولينا - فرناندو ري - سعاد حميدو.